# Pterogenius nietneri
Pterogenius nietneri is een keversoort uit de familie Pterogeniidae. De wetenschappelijke naam van de soort is voor het eerst geldig gepubliceerd in 1861 door Candèze.